# Fojtka
Fojtka (německy Voigtsbach) je vesnice a část obce Mníšek v okrese Liberec. Nachází se asi dva kilometry jihovýchodně od Mníšku. Fojtka je také název katastrálního území o rozloze 18,35 km².

## Historie
První písemná zmínka o vesnici pochází z roku 1559.

## Pamětihodnosti
- Dračí vrch se skalní vyhlídkou
- Přírodní památky Pod Dračí skálou a Fojtecký mokřad
- Kaple se zvoničkou